# Campionat d'Europa d'atletisme de 2010 – 100 metres masculins
Els 100 metres masculins del Campionat d'Europa d'atletisme de 2010 es van celebrar el 27 i 28 de juliol a l'Estadi Olímpic Lluís Companys.

## Medallistes
| Or     | Christophe Lemaitre · França    | 10.11 |
| Argent | Mark Lewis-Francis · Regne Unit | 10.18 |
| Bronze | Martial Mbandjock · França      | 10.18 |

## Rècords
| Rècords vigents amb anterioritat al Campionat d'Europa d'Atletisme 2010 | Rècords vigents amb anterioritat al Campionat d'Europa d'Atletisme 2010 | Rècords vigents amb anterioritat al Campionat d'Europa d'Atletisme 2010 | Rècords vigents amb anterioritat al Campionat d'Europa d'Atletisme 2010 | Rècords vigents amb anterioritat al Campionat d'Europa d'Atletisme 2010 |
| ----------------------------------------------------------------------- | ----------------------------------------------------------------------- | ----------------------------------------------------------------------- | ----------------------------------------------------------------------- | ----------------------------------------------------------------------- |
| Rècord del Món                                                          | Usain Bolt (JAM)                                                        | 9.58                                                                    | Berlín, Alemanya                                                        | 16 d'agost de 2009                                                      |
| Rècord d'Europa                                                         | Francis Obikwelu (POR)                                                  | 9.86                                                                    | Atenes, Grècia                                                          | 22 d'agost de 2004                                                      |
| Rècord del Campionat                                                    | Francis Obikwelu (POR)                                                  | 9.99                                                                    | Göteborg, Suècia                                                        | 8 d'agost de 2006                                                       |
| Rècord Mundial de l'Any                                                 | Asafa Powell (JAM) · Usain Bolt (JAM)                                   | 9.82                                                                    | Roma, Itàlia Lausana, Suïssa                                            | 10 de juny de 2010 8 de juliol de 2010                                  |
| Rècord d'Europa de l'Any                                                | Christophe Lemaitre (FRA)                                               | 9.98                                                                    | Valença, Occitània                                                      | 9 de juliol de 2010                                                     |

## Calendari
| Data                 | Hora  | Ronda      |
| -------------------- | ----- | ---------- |
| 27 de juliol de 2010 | 19:15 | Ronda 1    |
| 28 de juliol de 2010 | 19:50 | Semifinals |
| 28 de juliol de 2010 | 21:45 | Final      |

## Resultats

### Ronda 1
Es classifiquen per a semifinals els quatre millors temps de cada mànega (Q) i els quatre millors resultats posteriors (q).

#### Mànega 1
| Pos. | Carril | Nom                | Nacionalitat | Reacció        | Temps | Nota |
| ---- | ------ | ------------------ | ------------ | -------------- | ----- | ---- |
| 1    | 2      | Dwain Chambers     | Regne Unit   | 0.177          | 10.21 | Q    |
| 2    | 6      | Ronald Pognon      | França       | 0.173          | 10.46 | Q    |
| 3    | 8      | Robert Kubaczyk    | Polònia      | 0.166          | 10.51 | Q    |
| 4    | 4      | Ronalds Arājs      | Letònia      | 0.175          | 10.52 | Q    |
| 5    | 7      | Jesper Simonsen    | Dinamarca    | 0.158          | 10.62 |      |
| 6    | 3      | Tom Kling-Baptiste | Suècia       | 0.154          | 10.64 |      |
| 7    | 5      | Jan Veleba         | Txèquia      | 0.178          | 10.68 |      |
|      |        |                    |              | Vent: -1.5 m/s |       |      |

#### Mànega 2
| Pos. | Carril | Nom                   | Nacionalitat | Reacció        | Temps | Nota |
| ---- | ------ | --------------------- | ------------ | -------------- | ----- | ---- |
| 1    | 6      | Martial Mbandjock     | França       | 0.162          | 10.26 | Q    |
| 2    | 4      | Emanuele Di Gregorio  | Itàlia       | 0.166          | 10.31 | Q    |
| 3    | 8      | Matic Osovnikar       | Eslovènia    | 0.157          | 10.36 | Q,   |
| 4    | 2      | Alexander Kosenkow    | Alemanya     | 0.161          | 10.44 | Q    |
| 5    | 7      | Dmitriy Glushchenko   | Israel       | 0.184          | 10.44 | q,   |
| 6    | 3      | Ángel David Rodríguez | Espanya      | 0.189          | 10.45 | q    |
| 7    | 5      | Panayiotis Ioannou    | Xipre        | 0.174          | 10.61 |      |
|      |        |                       |              | Vent: -1.2 m/s |       |      |

#### Mànega 3
| Pos. | Carril | Nom              | Nacionalitat         | Reacció        | Temps | Nota |
| ---- | ------ | ---------------- | -------------------- | -------------- | ----- | ---- |
| 1    | 1      | Francis Obikwelu | Portugal             | 0.176          | 10.27 | Q    |
| 2    | 8      | Tobias Unger     | Alemanya             | 0.168          | 10.35 | Q    |
| 3    | 3      | Simone Collio    | Itàlia               | 0.191          | 10.43 | Q    |
| 4    | 4      | Hannu Hämäläinen | Finlàndia            | 0.158          | 10.49 | Q    |
| 5    | 5      | Paweł Stempel    | Polònia              | 0.207          | 10.58 | q    |
| 6    | 2      | Mario Bonello    | Malta                | 0.184          | 11.09 |      |
| 7    | 6      | Nedim Čović      | Bòsnia i Hercegovina | 0.168          | 34.89 |      |
|      | 7      | Dominic Carroll  | Gibraltar            |                | NF    | DSQ  |
|      |        |                  |                      | Vent: -0.8 m/s |       |      |

#### Mànega 4
| Pos. | Carril | Nom                 | Nacionalitat | Reacció        | Temps | Nota |
| ---- | ------ | ------------------- | ------------ | -------------- | ----- | ---- |
| 1    | 3      | Jaysuma Saidy Ndure | Noruega      | 0.149          | 10.31 | Q    |
| 2    | 2      | Ryan Moseley        | Àustria      | 0.154          | 10.38 | Q    |
| 3    | 7      | James Dasaolu       | Regne Unit   | 0.231          | 10.40 | Q    |
| 4    | 4      | Christian Blum      | Alemanya     | 0.161          | 10.57 | Q    |
| 5    | 6      | Joni Rautanen       | Finlàndia    | 0.188          | 10.63 |      |
| 6    | 5      | Gregor Kokalovic    | Eslovènia    | 0.174          | 10.68 |      |
| 7    | 8      | Arman Andreasyan    | Armènia      | 0.256          | 11.01 |      |
|      |        |                     |              | Vent: -1.6 m/s |       |      |

#### Mànega 5
| Pos. | Carril | Nom                 | Nacionalitat | Reacció        | Temps | Nota |
| ---- | ------ | ------------------- | ------------ | -------------- | ----- | ---- |
| 1    | 4      | Christophe Lemaitre | França       | 0.169          | 10.19 | Q    |
| 2    | 3      | Mark Lewis-Francis  | Regne Unit   | 0.201          | 10.23 | Q    |
| 3    | 7      | Fabio Cerutti       | Itàlia       | 0.160          | 10.38 | Q    |
| 4    | 8      | Jason Smyth         | Irlanda      | 0.165          | 10.43 | Q    |
| 5    | 6      | Dariusz Kuć         | Polònia      | 0.158          | 10.53 | q    |
| 6    | 2      | Mikhail Idrisov     | Rússia       | 0.162          | 10.62 |      |
| 7    | 5      | İzzet Safer         | Turquia      | 0.165          | 10.68 |      |
|      |        |                     |              | Vent: -1.4 m/s |       |      |

#### Resum
| Pos. | Mànega | Carril | Nom                   | Nacionalitat         | Reacció | Temps | Nota |
| ---- | ------ | ------ | --------------------- | -------------------- | ------- | ----- | ---- |
| 1    | 5      | 4      | Christophe Lemaitre   | França               | 0.169   | 10.19 | Q    |
| 2    | 1      | 2      | Dwain Chambers        | Regne Unit           | 0.177   | 10.21 | Q    |
| 3    | 5      | 3      | Mark Lewis-Francis    | Regne Unit           | 0.201   | 10.23 | Q    |
| 4    | 2      | 6      | Martial Mbandjock     | França               | 0.162   | 10.26 | Q    |
| 5    | 3      | 1      | Francis Obikwelu      | Portugal             | 0.176   | 10.27 | Q    |
| 6    | 2      | 4      | Emanuele Di Gregorio  | Itàlia               | 0.166   | 10.31 | Q    |
| =    | 4      | 3      | Jaysuma Saidy Ndure   | Noruega              | 0.149   | 10.31 | Q    |
| 8    | 3      | 8      | Tobias Unger          | Alemanya             | 0.168   | 10.35 | Q    |
| 9    | 2      | 8      | Matic Osovnikar       | Eslovènia            | 0.157   | 10.36 | Q,   |
| 10   | 5      | 7      | Fabio Cerutti         | Itàlia               | 0.160   | 10.38 | Q    |
| =    | 4      | 2      | Ryan Moseley          | Àustria              | 0.154   | 10.38 | Q    |
| 12   | 4      | 7      | James Dasaolu         | Regne Unit           | 0.231   | 10.40 | Q    |
| 13   | 3      | 3      | Simone Collio         | Itàlia               | 0.191   | 10.43 | Q    |
| =    | 5      | 8      | Jason Smyth           | Irlanda              | 0.165   | 10.43 | Q    |
| 15   | 2      | 2      | Alexander Kosenkow    | Alemanya             | 0.161   | 10.44 | Q    |
| 16   | 2      | 7      | Dmitriy Glushchenko   | Israel               | 0.184   | 10.44 | q,   |
| 17   | 2      | 3      | Ángel David Rodríguez | Espanya              | 0.189   | 10.45 | q    |
| 18   | 1      | 6      | Ronald Pognon         | França               | 0.173   | 10.46 | Q    |
| 19   | 3      | 4      | Hannu Hämäläinen      | Finlàndia            | 0.158   | 10.49 | Q    |
| 20   | 1      | 8      | Robert Kubaczyk       | Polònia              | 0.166   | 10.51 | Q    |
| 21   | 1      | 4      | Ronalds Arājs         | Letònia              | 0.175   | 10.52 | Q    |
| 22   | 5      | 6      | Dariusz Kuć           | Polònia              | 0.158   | 10.53 | q    |
| 23   | 4      | 4      | Christian Blum        | Alemanya             | 0.161   | 10.57 | Q    |
| 24   | 3      | 5      | Paweł Stempel         | Polònia              | 0.207   | 10.58 | q    |
| 25   | 2      | 5      | Panayiotis Ioannou    | Xipre                | 0.174   | 10.61 |      |
| 26   | 5      | 2      | Mikhail Idrisov       | Rússia               | 0.162   | 10.62 |      |
| =    | 1      | 7      | Jesper Simonsen       | Dinamarca            | 0.158   | 10.62 |      |
| 28   | 4      | 6      | Joni Rautanen         | Finlàndia            | 0.188   | 10.63 |      |
| 29   | 1      | 3      | Tom Kling-Baptiste    | Suècia               | 0.154   | 10.64 |      |
| 30   | 4      | 5      | Gregor Kokalovic      | Eslovènia            | 0.174   | 10.68 |      |
| =    | 5      | 5      | İzzet Safer           | Turquia              | 0.165   | 10.68 |      |
| =    | 1      | 5      | Jan Veleba            | Txèquia              | 0.178   | 10.68 |      |
| 33   | 4      | 8      | Arman Andreasyan      | Armènia              | 0.256   | 11.01 |      |
| 34   | 3      | 2      | Mario Bonello         | Malta                | 0.184   | 11.09 |      |
| 35   | 3      | 6      | Nedim Čović           | Bòsnia i Hercegovina | 0.168   | 34.89 |      |
| -    | 3      | 7      | Dominic Carroll       | Gibraltar            |         | NF    | DSQ  |

### Semifinals
Es classifiquen per a la final els dos millors temps de cada mànega (Q) i els dos millors resultats posteriors (q).

#### Semifinal 1
| Pos. | Carril | Nom                  | Nacionalitat | Reacció        | Temps | Nota |
| ---- | ------ | -------------------- | ------------ | -------------- | ----- | ---- |
| 1    | 5      | Christophe Lemaitre  | França       | 0.175          | 10.06 | Q    |
| 2    | 6      | Emanuele Di Gregorio | Itàlia       | 0.168          | 10.17 | Q,   |
| 3    | 4      | Mark Lewis-Francis   | Regne Unit   | 0.176          | 10.21 | q, = |
| 4    | 7      | Jason Smyth          | Irlanda      | 0.159          | 10.46 |      |
| 5    | 1      | Ronalds Arājs        | Letònia      | 0.153          | 10.47 |      |
| 6    | 8      | Hannu Hämäläinen     | Finlàndia    | 0.158          | 10.47 |      |
| 7    | 3      | Tobias Unger         | Alemanya     | 0.158          | 10.52 |      |
| 8    | 2      | Paweł Stempel        | Polònia      | 0.178          | 10.53 |      |
|      |        |                      |              | Vent: -1.2 m/s |       |      |

#### Semifinal 2
| Pos. | Carril | Nom                 | Nacionalitat | Reacció        | Temps | Nota |
| ---- | ------ | ------------------- | ------------ | -------------- | ----- | ---- |
| 1    | 5      | Dwain Chambers      | Regne Unit   | 0.163          | 10.10 | Q    |
| 2    | 4      | Jaysuma Saidy Ndure | Noruega      | 0.179          | 10.16 | Q    |
| 3    | 7      | Simone Collio       | Itàlia       | 0.164          | 10.23 | q    |
| 4    | 3      | Ryan Moseley        | Àustria      | 0.161          | 10.27 |      |
| 5    | 8      | Alexander Kosenkow  | Alemanya     | 0.170          | 10.38 |      |
| 6    | 6      | Ronald Pognon       | França       | 0.147          | 10.43 |      |
| 7    | 2      | Dmitriy Glushchenko | Israel       | 0.193          | 10.50 |      |
| 8    | 1      | Dariusz Kuć         | Polònia      | 0.208          | 10.65 |      |
|      |        |                     |              | Vent: -0.1 m/s |       |      |

#### Semifinal 3
| Pos. | Carril | Nom                   | Nacionalitat | Reacció        | Temps | Nota |
| ---- | ------ | --------------------- | ------------ | -------------- | ----- | ---- |
| 1    | 5      | Martial Mbandjock     | França       | 0.161          | 10.19 | Q    |
| 2    | 4      | Francis Obikwelu      | Portugal     | 0.172          | 10.25 | Q    |
| 3    | 8      | James Dasaolu         | Regne Unit   | 0.224          | 10.31 |      |
| 4    | 6      | Fabio Cerutti         | Itàlia       | 0.158          | 10.33 |      |
| 5    | 3      | Matic Osovnikar       | Eslovènia    | 0.173          | 10.51 |      |
| 6    | 1      | Ángel David Rodríguez | Espanya      | 0.173          | 10.51 |      |
| 7    | 7      | Robert Kubaczyk       | Polònia      | 0.160          | 10.55 |      |
| 8    | 2      | Christian Blum        | Alemanya     | 0.154          | 10.69 |      |
|      |        |                       |              | Vent: -1.0 m/s |       |      |

#### Resum
| Pos. | Mànega | Carril | Nom                   | Nacionalitat | Reacció | Temps | Nota |
| ---- | ------ | ------ | --------------------- | ------------ | ------- | ----- | ---- |
| 1    | 1      | 5      | Christophe Lemaitre   | França       |         | 10.06 | Q    |
| 2    | 2      | 5      | Dwain Chambers        | Regne Unit   |         | 10.10 | Q    |
| 3    | 2      | 4      | Jaysuma Saidy Ndure   | Noruega      |         | 10.16 | Q    |
| 4    | 1      | 6      | Emanuele Di Gregorio  | Itàlia       |         | 10.17 | Q,   |
| 5    | 3      | 5      | Martial Mbandjock     | França       |         | 10.19 | Q    |
| 6    | 1      | 4      | Mark Lewis-Francis    | Regne Unit   |         | 10.21 | q    |
| 7    | 2      | 7      | Simone Collio         | Itàlia       |         | 10.23 | q    |
| 8    | 3      | 4      | Francis Obikwelu      | Portugal     |         | 10.25 | Q    |
| 9    | 2      | 3      | Ryan Moseley          | Àustria      |         | 10.27 |      |
| 10   | 3      | 8      | James Dasaolu         | Regne Unit   |         | 10.31 |      |
| 11   | 3      | 6      | Fabio Cerutti         | Itàlia       |         | 10.33 |      |
| 12   | 2      | 8      | Alexander Kosenkow    | Alemanya     |         | 10.38 |      |
| 13   | 2      | 6      | Ronald Pognon         | França       |         | 10.43 |      |
| 14   | 1      | 7      | Jason Smyth           | Irlanda      |         | 10.46 |      |
| 15   | 1      | 1      | Ronalds Arājs         | Letònia      |         | 10.47 |      |
| =    | 1      | 8      | Hannu Hämäläinen      | Finlàndia    |         | 10.47 |      |
| 17   | 2      | 2      | Dmitriy Glushchenko   | Israel       |         | 10.50 |      |
| 18   | 3      | 3      | Matic Osovnikar       | Eslovènia    |         | 10.51 |      |
| =    | 3      | 1      | Ángel David Rodríguez | Espanya      |         | 10.51 |      |
| 20   | 1      | 3      | Tobias Unger          | Alemanya     |         | 10.52 |      |
| 21   | 1      | 2      | Paweł Stempel         | Polònia      |         | 10.53 |      |
| 22   | 3      | 7      | Robert Kubaczyk       | Polònia      |         | 10.55 |      |
| 23   | 2      | 1      | Dariusz Kuć           | Polònia      |         | 10.65 |      |
| 24   | 3      | 2      | Christian Blum        | Alemanya     |         | 10.69 |      |

### Final

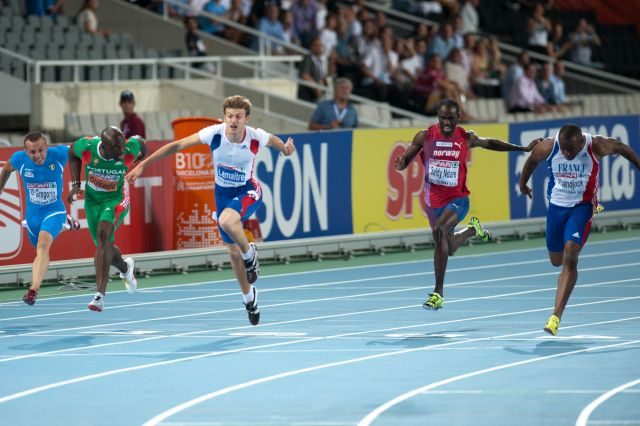
Christophe Lemaitre guanyant la final de 100 m.

| Pos.              | Carril | Nom                  | Nacionalitat | Reacció        | Temps | Nota                                  |
| ----------------- | ------ | -------------------- | ------------ | -------------- | ----- | ------------------------------------- |
| Medalla d'or      | 6      | Christophe Lemaitre  | França       | 0.224          | 10.11 |                                       |
| Medalla de plata  | 2      | Mark Lewis-Francis   | Regne Unit   | 0.164          | 10.18 | Millor marca personal de la temporada |
| Medalla de bronze | 4      | Martial Mbandjock    | França       | 0.168          | 10.18 |                                       |
| 4                 | 7      | Francis Obikwelu     | Portugal     | 0.171          | 10.18 | Millor marca personal de la temporada |
| 5                 | 3      | Dwain Chambers       | Regne Unit   | 0.154          | 10.18 |                                       |
| 6                 | 5      | Jaysuma Saidy Ndure  | Noruega      | 0.186          | 10.31 |                                       |
| 7                 | 8      | Emanuele Di Gregorio | Itàlia       | 0.223          | 10.34 |                                       |
| 8                 | 1      | Simone Collio        | Itàlia       | 0.150          | NF    | DSQ                                   |
|                   |        |                      |              | Vent: -1.0 m/s |       |                                       |